# Torre bizantina di Cesena
La torre bizantina di Cesena è una torre nel Centro storico di Cesena della città risalente al X secolo; è uno dei più antichi edifici cittadini. Probabilmente era la torre campanaria di una chiesa andata poi distrutta ma non se ne trova menzione in nessun antico disegno che raffigura la cittadina. Vi si accede da un cortile privato di una abitazione in via Strinati.

## Descrizione
La pianta alla base è circolare ma la struttura verticale ha un andamento irregolare tanto che la parte alta della torre è ellittica; le pareti non sono perfettamente verticali e non hanno uno spessore costante. Nella parte alta ci sono quattro finestre, ciascuna con un arco a tutto sesto. La struttura è realizzata in mattoni; quattro cordonature circolari in mattoni suddividono ulteriormente la superficie della torre formando un reticolato. La torre non è isolata ma è incastrato in un edificio di poco più basso e gli spazi interni della torre, grazie alle aperture praticate in epoca indefinita, sono diventati parte integrante degli appartamenti del palazzo.